# Милий, любий, коханий, єдиний...
«Милий, любий, коханий, єдиний...» (рос. «Милый, дорогой, любимый, единственный...») — російський радянський повнометражний кольоровий художній фільм 1984 року режисера Дінари Асанової. Виробництво Кіностудії «Ленфільм».
Прем'єра фільму в СРСР відбулася в лютому 1985 року.

## Зміст
Коли Вадим побачив дівчину з немовлям на руках, яка майже кинулася до нього під машину, аби він підвіз її, Вадим не зміг не увійти в її становище і підібрав попутницю. За нею гнався чоловік у домашньому одязі, тому Вадим вирішив, що став свідком сімейної сцени. Він підвозить Анну, але навіть не підозрює, що став пішаком у поки що невідомому йому плані Анни.

## Ролі
- Ольга Машна — Анна
- Валерій Прийомихов — Вадим Сарохтін
- Лембіт Ульфсак — Герман, коханий Анни
- Лора Умарова — Віра
- Микола Лавров — Сєва, друг Вадима

В епізодах:
- Борис Аракелов — епізод
- Людмила Виноградова — епізод
- М. Головкіна — епізод
- С. Голубєв — епізод
- Олександр Дем'яненко — міліціонер
- В. Козлова — епізод
- Микола Лайков — епізод
- Марина Левтова — мати Даші
- Сергій Лосєв — лікар
- Любов Малиновська — бабуся вкраденої дитини
- Дар'я Мороз — вкрадене немовля (рідна дочка актриси Марини Левтової)
- Л. Наумов — епізод
- Поліна Петренко — епізод
- Галина Сабурова — епізод
- Любов Тищенко — міліціонер
- С. Трусова — епізод
- А. Филаретов — епізод
- Ю. Чекаленко — епізод
- Галина Чигинська — мати Анни

## Знімальна група
- Автор сценарію - Валерій Прийомихов
- Режисер-постановник — Дінара Асанова
- Оператор-постановник — Володимир Ільїн
- Художник-постановник — Наталія Васильєва
- Композитор - Віктор Кисін
- Звукооператор - Аліакпер Гасан-заде
- Монтажер - Тамара Ліпартія
- Редактор - Світлана Пономаренко
- Режисер - Людмила Кривицька
- Оператор - А. Грошев
- Грим - Людмили Єлісієвої
- Костюми - Нателли Абдулаєвої
- Художник-декоратор - Є. Миколаєва
- Асистенти режисера - В. Дятлов, Л. Наумов, Т. Степанова
- Асистенти оператора - В. Триліс, А. Юхновець
- Асистент звукооператора - Олександр Груздєв
- Асистент по монтажу - Ніна Душенкова
- Помічник режисера - О. Ковальова
- Художник-фотограф - О. Моїсеєва
- Постановник трюків - Дмитро Шулькін
- Виконавці - С. Біляєв, Олександр Пестов, Юрій Староверов
- Пісні на вірші — Белли Ахмадуліної, Володимира Висоцького, Бориса Гребенщикова, Булата Окуджави
- Диригент - Олега Куценко
- Адміністративна група - В. Любезников, Г. Трильовська
- Директор картини - Дмитро Гербачевський

## Визнання і нагороди
- Фільм отримав Диплом учасника МКФ в Канні, Франція (1985).